# Grosshöchstetten
Grosshöchstetten (do 1896 Höchstetten (Konolfingen)) – gmina (niem. Einwohnergemeinde) w Szwajcarii, w kantonie Berno, w regionie administracyjnym Bern-Mittelland, w okręgu Bern-Mittelland. 1 stycznia 2018 do gminy przyłączono gminę Schlosswil.
Gmina po raz pierwszy została wspomniana w dokumentach w 1146 roku jako Honsteten. Do 1896 roku gmina była znana pod nazwą Höchstetten (Konolfingen).

## Demografia
W Grosshöchstetten mieszka 4130 osób. W 2020 roku 8,4% populacji gminy stanowiły osoby urodzone poza Szwajcarią.
W 2000 roku 92,3% populacji mówiło w języku niemieckim, 1,9% w języku włoskim, a 1,7% w języku albańskim.

Zmiany w liczbie ludności są przedstawione na poniższym wykresie:

## Transport
Przez teren gminy przebiegają drogi główne nr 10 oraz nr 229.